# Sumitomo Chemical Engineering Center Building
Le Sumitomo Chemical Engineering Center Building (住友ケミカルエンジニアリングセンタービル) est un gratte-ciel de bureaux construit dans le quartier d'affaires de Makuhari situé a Chiba dans la banlieue de Tokyo. Construit en 1993, il mesure 140 mètres de hauteur.
L'immeuble a été conçu par la société Nikken Sekkei.